# 緑区 (さいたま市)
緑区（みどりく）は、埼玉県さいたま市を構成する10区のうちの一つ（旧浦和市東部）。国内最大のサッカー専用スタジアムである埼玉スタジアム2002を擁する。

## 地理

### 位置
緑区は、埼玉県さいたま市の南東部に位置する。区域は、おおむね尾間木地区、三室地区、美園地区の各全域と谷田地区の北東部に相当する。

### 地形
関東平野の中に位置する緑区は、区の全域にわたって標高が低く、最も低い地点で海抜2.4 m（大字大牧）、最も高い地点でも標高19.8 m（大字大門）である。
緑区の周辺では、綾瀬川や芝川、加田屋川といった中小の河川に沿って谷底平野が形成され、これによって大宮台地（北足立台地）が複数の支台に区切られている。このうち緑区の西半は、浦和大宮支台の東端部に位置する。その東側の区中央部には芝川が流れ芝川低地（見沼）を形成しており、さらにその東側は鳩ヶ谷支台となっている。区の北東境には綾瀬川が流れており、岩槻区との境界をなしている。
中央部に広がる見沼田んぼを中心に緑地が広がり、芝川や綾瀬川、見沼代用水、天久保用水などが流れ、綾瀬川は区の東限に当たる。見沼田んぼは、江戸時代に新田開発および水害対策を目的として見沼溜井を干拓して形成された。南部には武蔵野線が通り、東部には南北に東北自動車道、国道122号が通り、かつては武州鉄道が走っていた。衆議院小選挙区のブロックは埼玉第1区である。

### 人口構成
緑区の世帯数は約5万世帯、人口は約13万人である。みそのウイングシティの計画人口は3万人を超えるため、2021年頃の人口は14万人程度と見込まれる。2013年（平成25年）時点の年間収入1000万円以上の世帯が占める割合は12.05%となっている。これは、埼玉県内の市区町村の中では浦和区に次ぐ第2位である。

## 歴史
現在の大門地区には、日光御成街道の宿場である大門宿があった。
旧浦和市時代に見沼田んぼより西の台地の多くの部分で区画整理事業が着手された。昭和から現在までに東浦和駅周辺や三室地区を中心として宅地化が急速に進んだ。現在も事業が続き造成工事が行われているエリア（中尾など）がある。2004年には第二産業道路の中尾 - 大谷口間や川口市内の区間が開通し、渋滞に悩まされていた南北の交通がスムーズになった。
市東部の副都心と位置付けられている浦和美園駅周辺では2001年からみそのウイングシティの区画整理事業が始まり、計画人口は31,200人と市内最大規模の開発が進んでいる。
区名選定の際の住民投票では「緑区」は6候補中5位であったが、1位と3位にランクインしていた「浦和東区」や「東浦和区」は旧市名が入っており好ましくないと判断され、2位の「美園区」は旧美園村の村域を現在の区域がそのまま受け継いでいないことなどを理由に除外され、4位の「東区」は岩槻市がさいたま市との合併を希望していたことなどを理由に除外されたために「緑区」が採用された。

### 年表
- 1697年（元禄10年） - 大門宿が日光御成街道の宿駅となる。
- 1889年（明治22年） - 谷田村・尾間木村・三室村・野田村・大門村誕生。
- 1928年（昭和3年）12月 - 武州鉄道武州大門駅 -　岩槻駅間が開業。
- 1932年（昭和7年） 4月1日 - 谷田村が浦和町に編入される。翌年市制。
- 1940年（昭和15年）4月17日 - 尾間木村・三室村が浦和市に編入される。
- 1956年（昭和31年） 4月1日 - 戸塚村・大門村・野田村が合併し、美園村が誕生。
- 1962年（昭和37年）5月1日 - 美園村のうち、差間・行衛を除く旧大門村・旧野田村の区域が浦和市に編入される（残りは川口市に編入）。
- 1973年（昭和48年）4月 - 武蔵野線開通、東浦和駅開業。
- 1980年（昭和55年）3月26日 - 東北自動車道浦和IC - 岩槻IC間が開通。
- 2001年（平成13年）
  - 3月28日 - 埼玉高速鉄道開通。浦和美園駅開業。
  - 5月1日 - 浦和市・大宮市・与野市が合併し、さいたま市が成立。
  - 10月13日 - 埼玉スタジアム2002こけら落とし。
  - 11月20日 - みそのウイングシティの整備が着工。
- 2002年（平成14年） - 2002 FIFAワールドカップが埼玉スタジアム2002で開催される。
- 2003年（平成15年）4月1日 - さいたま市が政令指定都市に移行し、緑区が成立。
- 2006年（平成18年） - みそのウイングシティ街びらき。イオンモール浦和美園が開業。
- 2020年（令和2年） - 埼玉スタジアム2002が2020年夏季オリンピックの会場となる。
- 2025年（令和7年）1月28日 - 埼玉県八潮市道路陥没事故が発生。市は緑区などで下水道の使用を抑えるよう呼びかけた[5]。

## 人口
緑区成立後から毎年4月1日の人口。住民基本台帳人口より（台帳法改正前の2012年以前は台帳人口+外国人登録人口の数値）。
| \| 2003年（平成15年） \| 103,048人 \| \| \| 2004年（平成16年） \| 103,691人 \| \| \| 2005年（平成17年） \| 104,517人 \| \| \| 2006年（平成18年） \| 105,865人 \| \| \| 2007年（平成19年） \| 107,191人 \| \| \| 2008年（平成20年） \| 109,297人 \| \| \| 2009年（平成21年） \| 110,225人 \| \| \| 2010年（平成22年） \| 111,483人 \| \| \| 2011年（平成23年） \| 112,710人 \| \| \| 2012年（平成24年） \| 114,189人 \| \| \| 2013年（平成25年） \| 115,277人 \| \| \| 2014年（平成26年） \| 116,818人 \| \| \| 2015年（平成27年） \| 118,269人 \| \| \| 2016年（平成28年） \| 119,788人 \| \| \| 2017年（平成29年） \| 121,763人 \| \| \| 2018年（平成30年） \| 123,610人 \| \| \| 2019年（令和1年） \| 125,912人 \| \| \| 2020年（令和2年） \| 127,896人 \| \| \| 2021年（令和3年） \| 129,945人 \| \| \| 2022年（令和4年） \| 131,636人 \| \| \| 2023年（令和5年） \| 132,817人 \| \| \| 2024年（令和6年） \| 134,058人 \| \| |           |  |
| |           |  |
| 2003年（平成15年） | 103,048人 |  |
| 2004年（平成16年） | 103,691人 |  |
| 2005年（平成17年） | 104,517人 |  |
| 2006年（平成18年） | 105,865人 |  |
| 2007年（平成19年） | 107,191人 |  |
| 2008年（平成20年） | 109,297人 |  |
| 2009年（平成21年） | 110,225人 |  |
| 2010年（平成22年） | 111,483人 |  |
| 2011年（平成23年） | 112,710人 |  |
| 2012年（平成24年） | 114,189人 |  |
| 2013年（平成25年） | 115,277人 |  |
| 2014年（平成26年） | 116,818人 |  |
| 2015年（平成27年） | 118,269人 |  |
| 2016年（平成28年） | 119,788人 |  |
| 2017年（平成29年） | 121,763人 |  |
| 2018年（平成30年） | 123,610人 |  |
| 2019年（令和1年） | 125,912人 |  |
| 2020年（令和2年） | 127,896人 |  |
| 2021年（令和3年） | 129,945人 |  |
| 2022年（令和4年） | 131,636人 |  |
| 2023年（令和5年） | 132,817人 |  |
| 2024年（令和6年） | 134,058人 |  |

## 町字
緑区では、一部の地区で住居表示に関する法律に基づく住居表示が実施されている。
| 町字           | 町字の読み           | 設置年月日     | 住居表示実施年月日 | 住居表示実施直前の町字                                       | 備考 |
| -------------- | -------------------- | -------------- | ------------------ | ------------------------------------------------------------ | ---- |
| 大字大崎       | おおさき             | 1889年4月1日   | 未実施             |                                                              |      |
| 大字大牧       | おおまき             | 1889年4月1日   | 未実施             |                                                              |      |
| 大字大間木     | おおまぎ             | 1889年4月1日   | 未実施             |                                                              |      |
| 大間木二丁目   | おおまぎ             | 2019年3月2日   | 未実施             |                                                              |      |
| 大間木三丁目   | おおまぎ             | 2019年3月2日   | 未実施             |                                                              |      |
| 大字大谷口     | おおやぐち           | 1889年4月1日   | 未実施             |                                                              |      |
| 大字上野田     | かみのだ             | 1889年4月1日   | 未実施             |                                                              |      |
| 大字北原       | きたはら             | 1889年4月1日   | 未実施             |                                                              |      |
| 大字玄蕃新田   | げんばしんでん       | 1889年4月1日   | 未実施             |                                                              |      |
| 道祖土一丁目   | さいど               | 1982年8月1日   | 1982年8月1日       | 大字道祖土、大字瀬ヶ崎および大字三室の各一部                 |      |
| 道祖土二丁目   | さいど               | 1982年8月1日   | 1982年8月1日       | 大字道祖土、大字瀬ヶ崎および大字三室の各一部                 |      |
| 道祖土三丁目   | さいど               | 1982年8月1日   | 1982年8月1日       | 大字道祖土、大字瀬ヶ崎および大字三室の各一部                 |      |
| 道祖土四丁目   | さいど               | 1982年8月1日   | 1982年8月1日       | 大字道祖土、大字瀬ヶ崎および大字三室の各一部                 |      |
| 芝原一丁目     | しばはら             | 1985年10月26日 | 未実施             |                                                              |      |
| 芝原二丁目     | しばはら             | 1985年10月26日 | 未実施             |                                                              |      |
| 芝原三丁目     | しばはら             | 1985年10月26日 | 未実施             |                                                              |      |
| 大字下野田     | しものだ             | 1889年4月1日   | 未実施             |                                                              |      |
| 大字下山口新田 | しもやまぐちしんでん | 1889年4月1日   | 未実施             |                                                              |      |
| 大字新宿       | しんじゅく           | 1979年3月31日  | 未実施             |                                                              |      |
| 太田窪一丁目   | だいたくぼ           | 1967年9月1日   | 1967年9月1日       | 大字太田窪、大字原山新田、大字大谷口および大字大谷場の各一部 |      |
| 太田窪三丁目   | だいたくぼ           | 1967年9月1日   | 1967年9月1日       | 大字太田窪、大字原山新田、大字大谷口および大字大谷場の各一部 |      |
| 大字大道       | だいどう             | 1979年3月31日  | 未実施             |                                                              |      |
| 大字大門       | だいもん             | 1889年4月1日   | 未実施             |                                                              |      |
| 大字代山       | だいやま             | 1889年4月1日   | 未実施             |                                                              |      |
| 大字高畑       | たかばたけ           | 1889年4月1日   | 未実施             |                                                              |      |
| 大字寺山       | てらやま             | 1889年4月1日   | 未実施             |                                                              |      |
| 大字中尾       | なかお               | 1889年4月1日   | 未実施             |                                                              |      |
| 大字中野田     | なかのだ             | 1889年4月1日   | 未実施             |                                                              |      |
| 大字南部領辻   | なんぶりょうつじ     | 1889年4月1日   | 未実施             |                                                              |      |
| 大字蓮見新田   | はすみしんでん       | 1889年4月1日   | 未実施             |                                                              |      |
| 原山一丁目     | はらやま             | 1967年9月1日   | 1967年9月1日       | 大字太田窪、大字大谷口および大字原山新田の各一部             |      |
| 原山二丁目     | はらやま             | 1967年9月1日   | 1967年9月1日       | 大字太田窪および大字原山新田の各一部                         |      |
| 原山三丁目     | はらやま             | 1967年9月1日   | 1967年9月1日       | 大字太田窪および大字原山新田の各一部                         |      |
| 原山四丁目     | はらやま             | 1967年9月1日   | 1967年9月1日       | 大字大谷口および大字原山新田の各一部                         |      |
| 馬場一丁目     | ばんば               | 1994年8月19日  | 未実施             |                                                              |      |
| 馬場二丁目     | ばんば               | 1994年8月19日  | 未実施             |                                                              |      |
| 東浦和一丁目   | ひがしうらわ         | 2002年12月7日  | 未実施             |                                                              |      |
| 東浦和二丁目   | ひがしうらわ         | 2002年12月7日  | 未実施             |                                                              |      |
| 東浦和三丁目   | ひがしうらわ         | 2002年12月7日  | 未実施             |                                                              |      |
| 東浦和四丁目   | ひがしうらわ         | 2002年12月7日  | 未実施             |                                                              |      |
| 東浦和五丁目   | ひがしうらわ         | 2002年12月7日  | 未実施             |                                                              |      |
| 東浦和六丁目   | ひがしうらわ         | 2002年12月7日  | 未実施             |                                                              |      |
| 東浦和七丁目   | ひがしうらわ         | 2002年12月7日  | 未実施             |                                                              |      |
| 東浦和八丁目   | ひがしうらわ         | 2002年12月7日  | 未実施             |                                                              |      |
| 東浦和九丁目   | ひがしうらわ         | 2002年12月7日  | 未実施             |                                                              |      |
| 東大門一丁目   | ひがしだいもん       | 1992年2月22日  | 未実施             |                                                              |      |
| 東大門二丁目   | ひがしだいもん       | 1992年2月22日  | 未実施             |                                                              |      |
| 東大門三丁目   | ひがしだいもん       | 1992年2月22日  | 未実施             |                                                              |      |
| 松木一丁目     | まつき               | 2000年10月7日  | 未実施             |                                                              |      |
| 松木二丁目     | まつき               | 2000年10月7日  | 未実施             |                                                              |      |
| 松木三丁目     | まつき               | 2000年10月7日  | 未実施             |                                                              |      |
| 大字間宮       | まみや               | 1889年4月1日   | 未実施             |                                                              |      |
| 大字三浦       | みうら               | 1977年12月28日 | 未実施             |                                                              |      |
| 美園一丁目     | みその               | 2017年2月18日  | 未実施             |                                                              |      |
| 美園二丁目     | みその               | 2017年2月18日  | 未実施             |                                                              |      |
| 美園三丁目     | みその               | 2017年2月18日  | 未実施             |                                                              |      |
| 美園四丁目     | みその               | 2017年2月18日  | 未実施             |                                                              |      |
| 美園五丁目     | みその               | 2017年2月18日  | 未実施             |                                                              |      |
| 美園六丁目     | みその               | 2017年2月18日  | 未実施             |                                                              |      |
| 大字見沼       | みぬま               | 1977年12月28日 | 未実施             |                                                              |      |
| 大字三室       | みむろ               | 1889年4月1日   | 未実施             |                                                              |      |
| 大字宮後       | みやうしろ           | 1979年3月31日  | 未実施             |                                                              |      |
| 宮本一丁目     | みやもと             | 1973年3月10日  | 未実施             |                                                              |      |
| 宮本二丁目     | みやもと             | 1973年3月10日  | 未実施             |                                                              |      |
| 山崎一丁目     | やまざき             | 1982年8月1日   | 1982年8月1日       | 大字三室および大字下木崎の各一部                             |      |

## 主な施設
- 埼玉スタジアム2002
- 埼玉スタジアム2002公園
- プラザイースト
  - さいたま市立東浦和図書館
- さいたま市立病院
- 浦和美園駅東口複合施設
  - さいたま市立美園図書館
- イオンモール浦和美園
- クリーンセンター大崎
- 原山市民プール
- さいたま市浦和くらしの博物館民家園
- さいたま市立浦和博物館

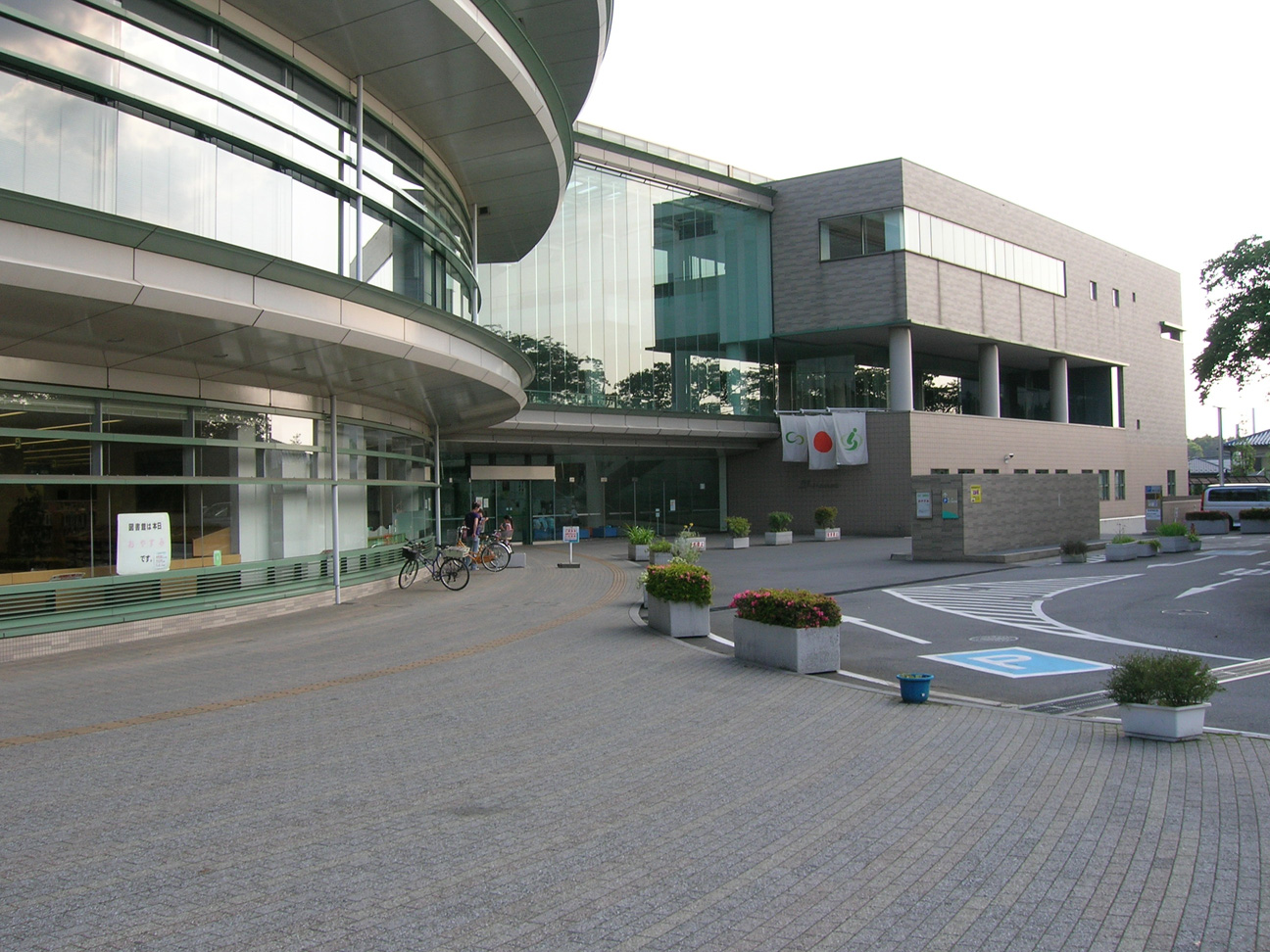
プラザイースト

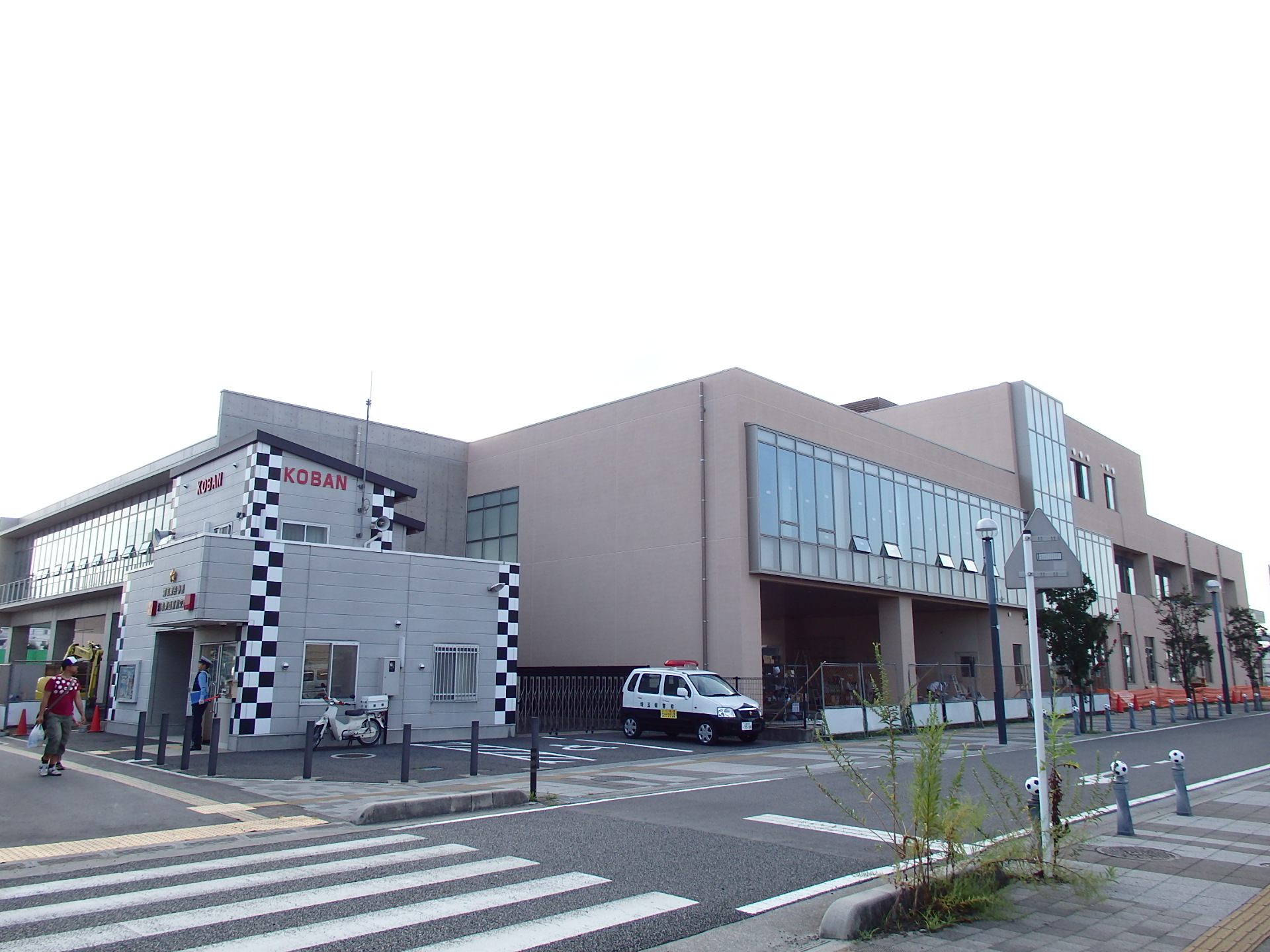
浦和美園駅東口複合施設

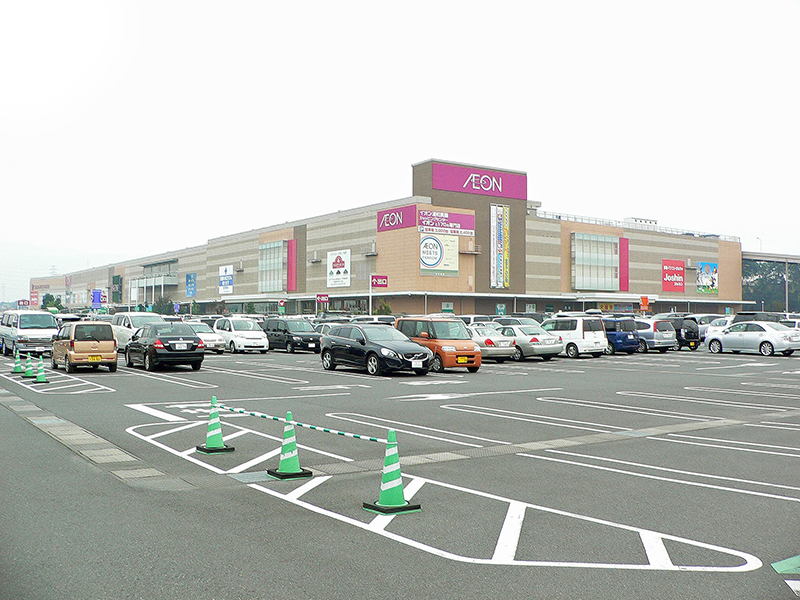
イオンモール浦和美園

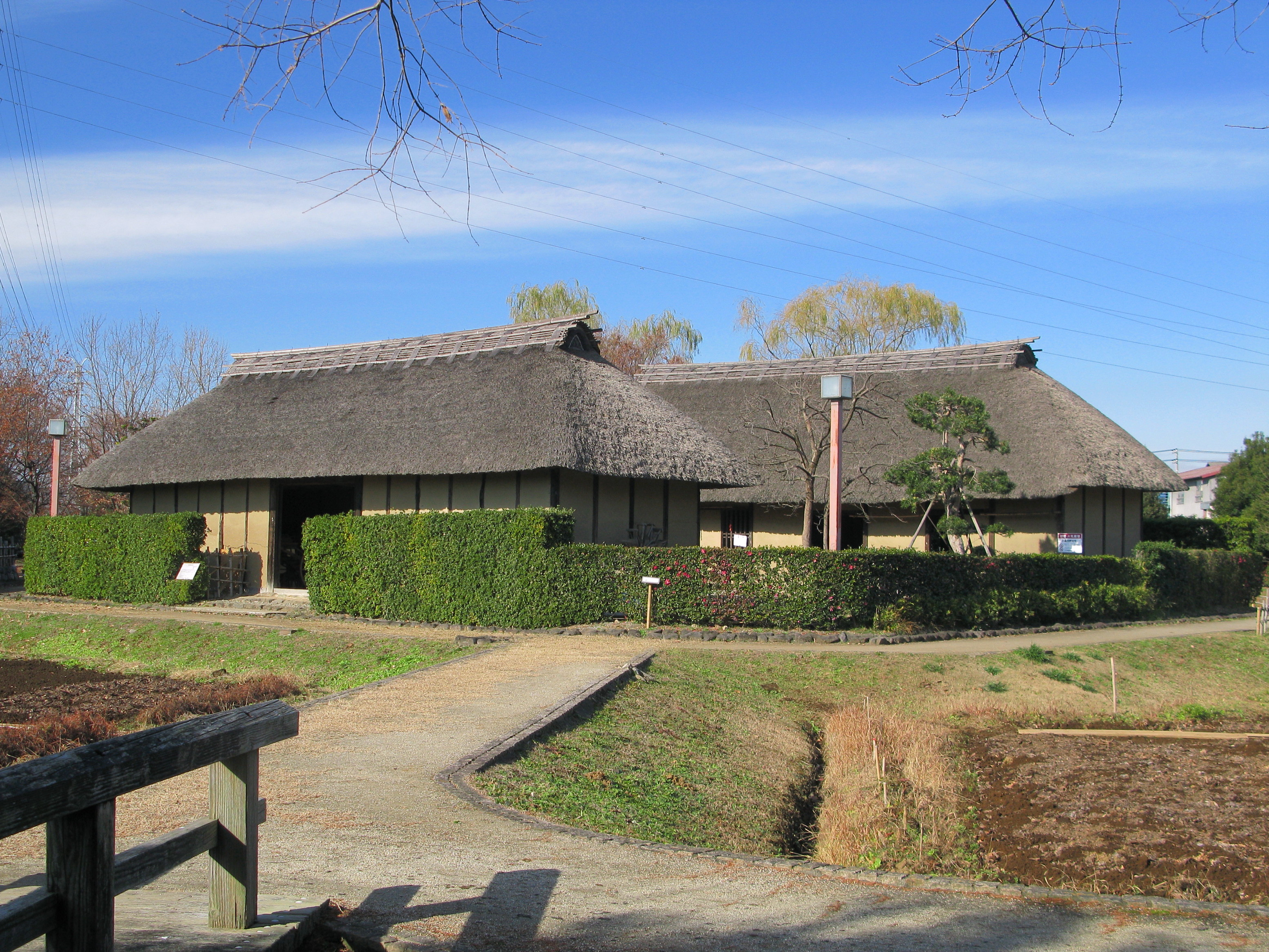
浦和くらしの博物館民家園

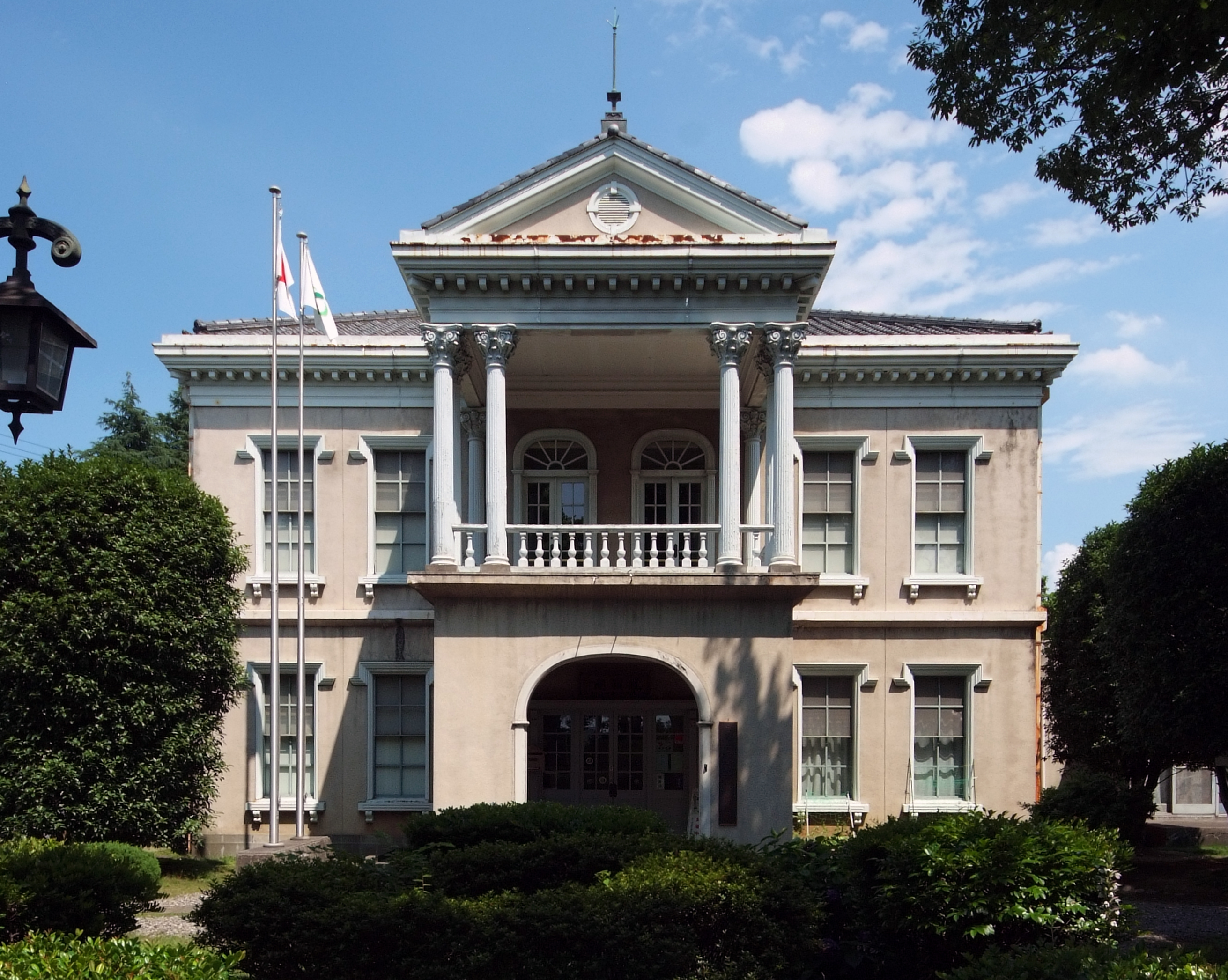
さいたま市立浦和博物館

- 美園郵便局（集配業務は南区のさいたま中央郵便局）
- 大崎公園
子ども動物園、園芸植物園などがある。
- さぎ山記念公園
- 見沼自然公園

### 寺社・史跡
- 氷川女体神社

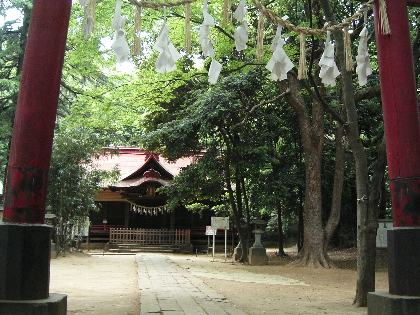
氷川女体神社

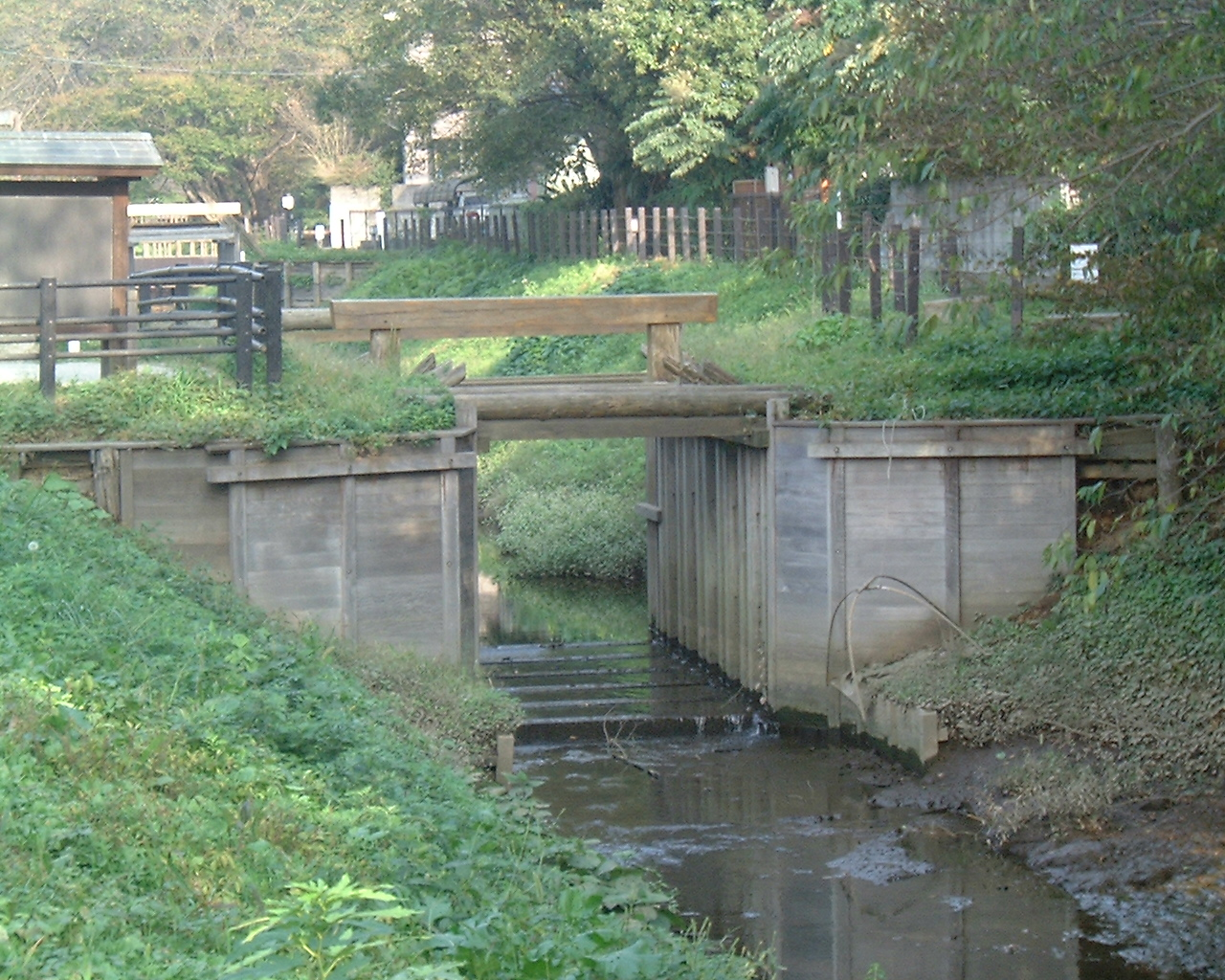
見沼通船堀

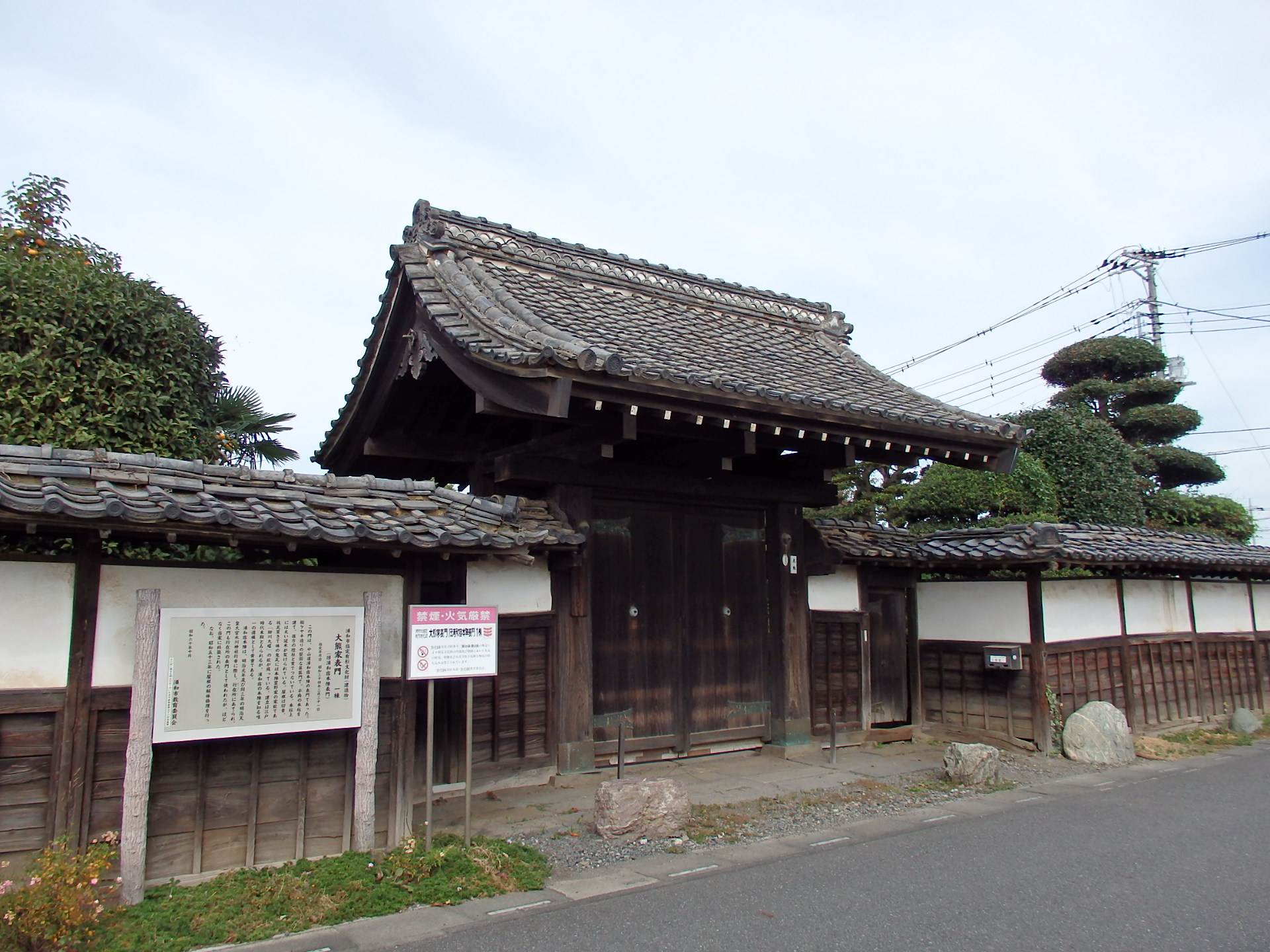
浦和宿本陣表門

  - 大宮区の氷川神社とともに武蔵国の一宮とされる。崇神天皇の時代に建てられたと伝わる。
- 清泰寺
  - 平安時代に慈覚大師円仁によって開かれたとされる天台宗の寺院。室町時代に造られ現在は秘仏になっている本尊の十一面観音立像、武田信玄の娘で、江戸幕府の2代将軍徳川秀忠が側室に産ませた子（のちの保科正之）を預けられた見性院の墓などがある。
- 総持院
- 吉祥寺
  - 南部領辻の鷲神社
- 獅子舞が奉納されている
- 大門宿
  - 大門は徳川将軍家が日光に参詣するために整備された日光御成街道（岩槻街道）の4番目の宿場。大門宿は会田家が本陣職を勤め、1694年（元禄7年）に築造された本陣表門が県指定史跡として保存されている。
- 見沼通船堀
  - 徳川吉宗の時代に作られた日本最古の閘門式運河で、国定遺跡に指定されている。
- 旧浦和宿本陣表門
- 代山城跡

## 行政
- さいたま市緑区役所
- 浦和東警察署
- さいたま市消防局緑消防署
  - 美園出張所

## 交通

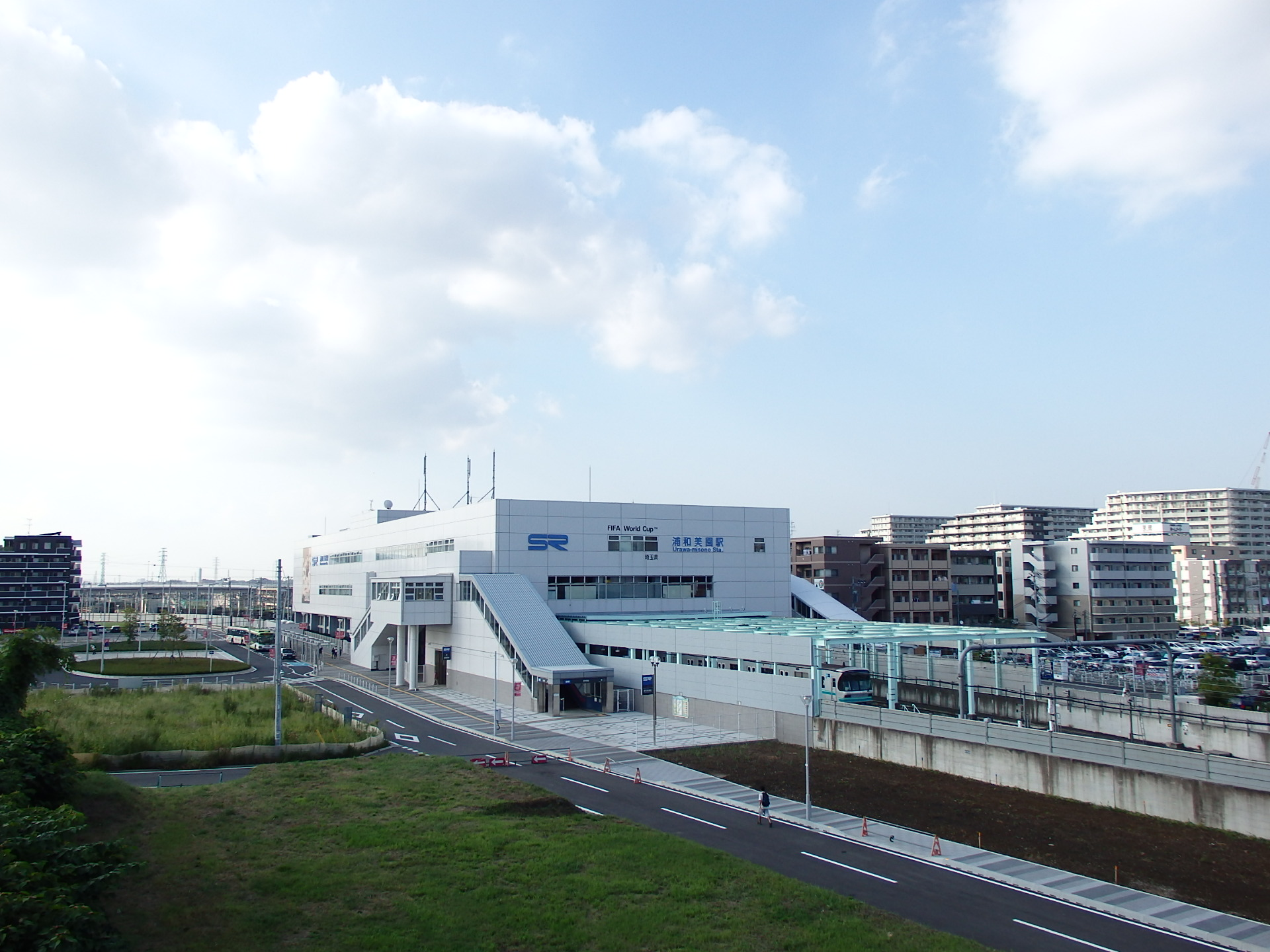
浦和美園駅

### 鉄道
東日本旅客鉄道（JR東日本）
 武蔵野線
- - 東浦和駅 -

埼玉高速鉄道
 埼玉高速鉄道線（埼玉スタジアム線）
- - 浦和美園駅

### 道路
高速道路
- 東北自動車道
  - 浦和インターチェンジ
- 首都高速道路埼玉新都心線
  - さいたま見沼出入口

有料道路
- 新見沼大橋有料道路（国道463号）

一般国道
- 国道122号
- 国道463号
  - 国道463号越谷浦和バイパス

県道
- 主要地方道
  - 埼玉県道1号さいたま川口線（第二産業道路）
  - 埼玉県道35号川口上尾線（産業道路）
  - 埼玉県道65号さいたま幸手線
- 一般県道
  - 埼玉県道103号吉場安行東京線
  - 埼玉県道105号さいたま鳩ヶ谷線
  - 埼玉県道214号新方須賀さいたま線
  - 埼玉県道235号大間木蕨線
  - 埼玉県道381号東大門安行西立野線

### バス
- 国際興業バス
- 東武バスウエスト
- さいたま市コミュニティバス
  - 見沼区コミュニティバス - 国際興業バスさいたま東営業所に運行委託
    - さぎ山ルートが見沼自然公園締切橋 - さぎ山記念公園（構内）間で緑区に乗り入れる。

## 教育
大学
- 浦和大学

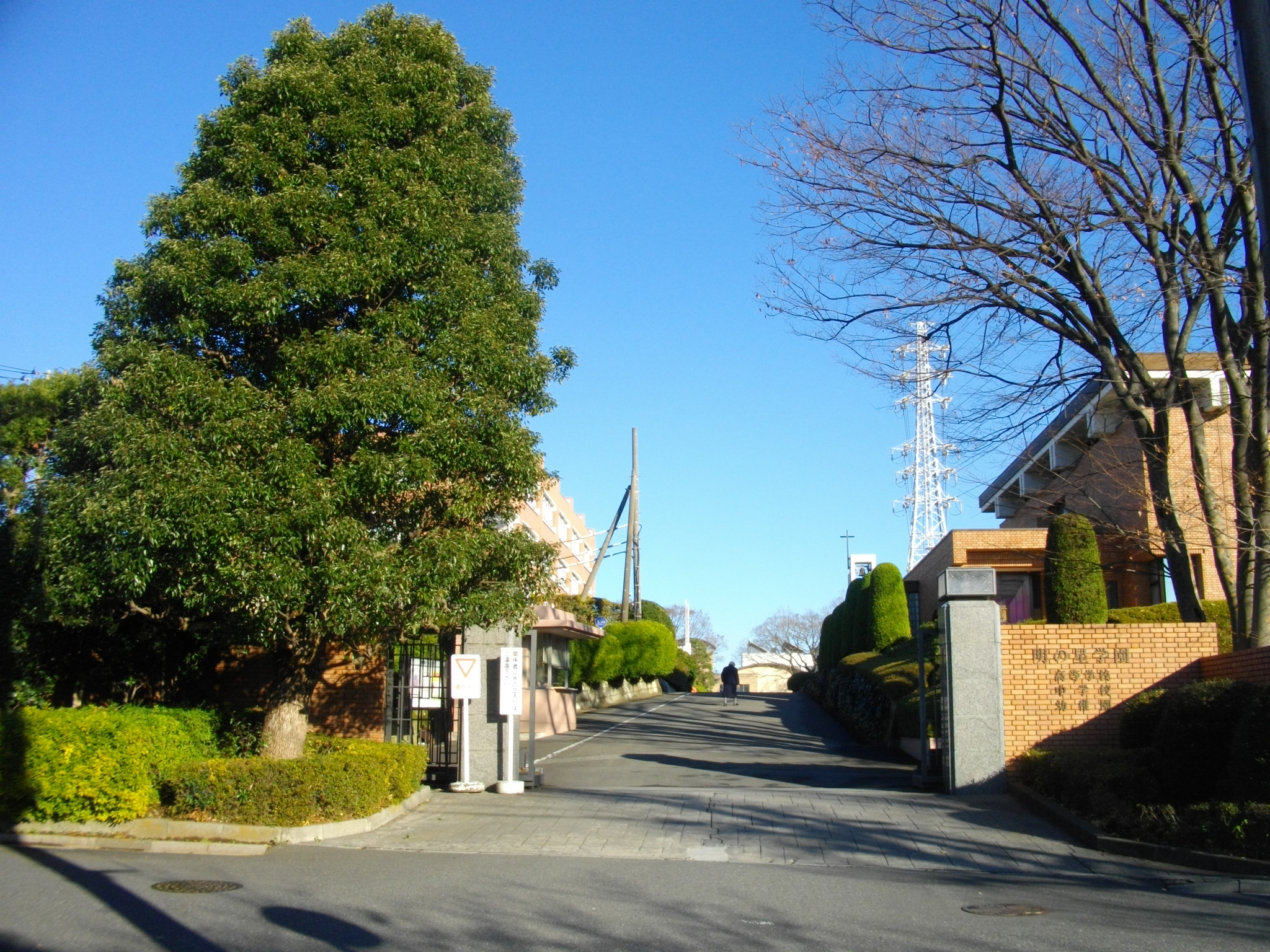
浦和明の星女子高校

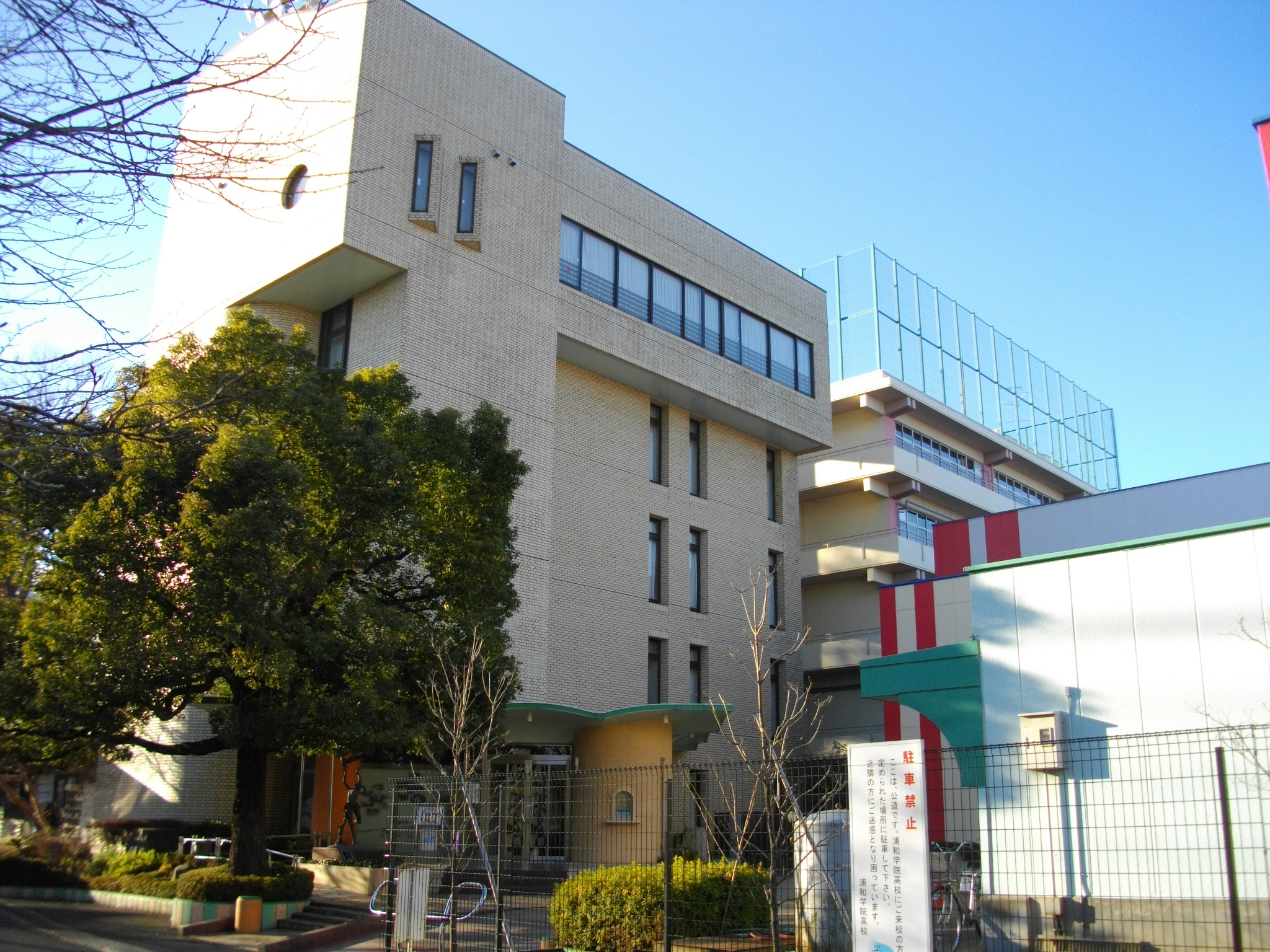
浦和学院高等学校

- 慶應義塾大学（薬学部・浦和共立キャンパス）

専門学校
- さいたま市立高等看護学院

高等学校
- 浦和明の星女子高等学校
- 浦和学院高等学校
- 青山学院大学系属浦和ルーテル学院高等学校
- 埼玉県立浦和東高等学校

中学校
- 浦和明の星女子中学校
- 青山学院大学系属浦和ルーテル学院中学校
- さいたま市立尾間木中学校
- さいたま市立原山中学校
- さいたま市立東浦和中学校
- さいたま市立美園中学校
- さいたま市立美園南中学校
- さいたま市立三室中学校

小学校
- 青山学院大学系属浦和ルーテル学院小学校
- さいたま市立大牧小学校
- さいたま市立尾間木小学校
- さいたま市立道祖土小学校
- さいたま市立芝原小学校
- さいたま市立大門小学校
- さいたま市立中尾小学校
- さいたま市立野田小学校
- さいたま市立原山小学校
- さいたま市立美園小学校
- さいたま市立美園北小学校
- さいたま市立三室小学校

特別支援学校
- 埼玉県立浦和特別支援学校
- さいたま市立さくら草特別支援学校

過去にあった学校
- 浦和大学短期大学部

## 出身著名人
浦和市#出身著名人も参照。
- 菊川怜
- 藤光謙司